# Smidovichsky (huyện)
Huyện Smidovichsky (tiếng Nga: Смидовичский райо́н) là một huyện hành chính tự quản (raion), của Tỉnh tự trị Do Thái, Nga. Huyện có diện tích 5835 km², dân số thời điểm ngày 1 tháng 1 năm 2000 là 29300 người. Trung tâm của huyện đóng ở Smidovich.